# Angoville-sur-Ay
Angoville-sur-Ay ist eine Ortschaft und eine ehemalige französische Gemeinde mit 237 Einwohnern (Stand: 1. Januar 2018) im Département Manche in der Region Normandie. Sie gehörte zum Kanton Créances im Arrondissement Coutances.
Mit Wirkung vom 1. Januar 2016 wurden die bisherigen Gemeinden Lessay und Angoville-sur-Ay zur namensgleichen Commune nouvelle Lessay zusammengelegt. Die ehemaligen Gemeinden haben in der neuen Gemeinde den Status einer Commune déléguée. Der Verwaltungssitz befindet sich im Ort Lessay.

## Lage
Nachbarorte von Angoville-sur-Ay sind Montgardon im Nordwesten, La Haye-du-Puits im Norden, Mobecq im Nordosten, Vesly im Südosten, die Commune déléguée Lessay im Südwesten und Saint-Germain-sur-Ay im Westen.

## Bevölkerungsentwicklung
| Jahr      | 1962 | 1968 | 1975 | 1982 | 1990 | 1999 | 2008 | 2018 |
| --------- | ---- | ---- | ---- | ---- | ---- | ---- | ---- | ---- |
| Einwohner | 279  | 222  | 213  | 172  | 202  | 230  | 256  | 237  |

## Sehenswürdigkeiten

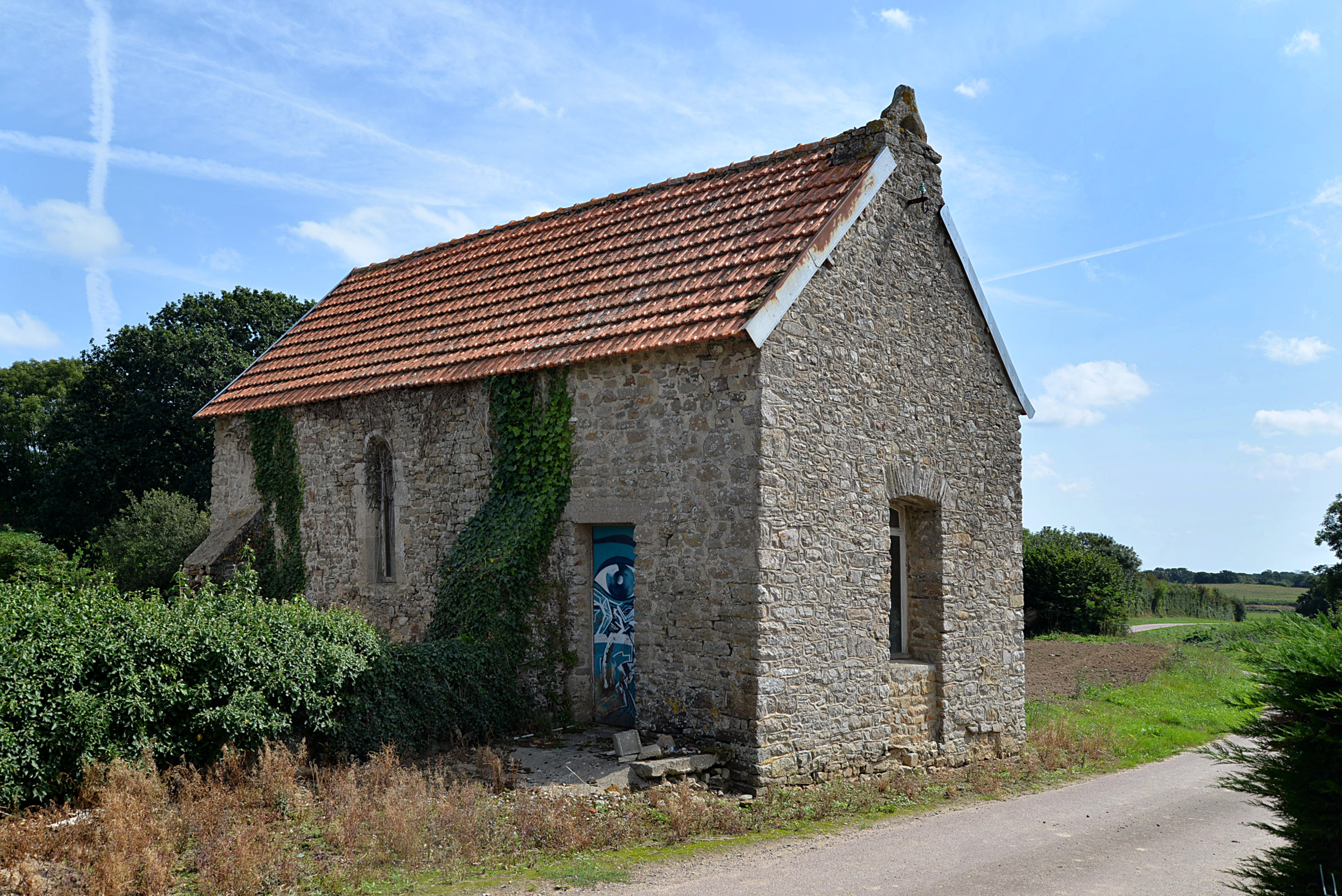
Ehemalige Kapelle Sainte-Anne
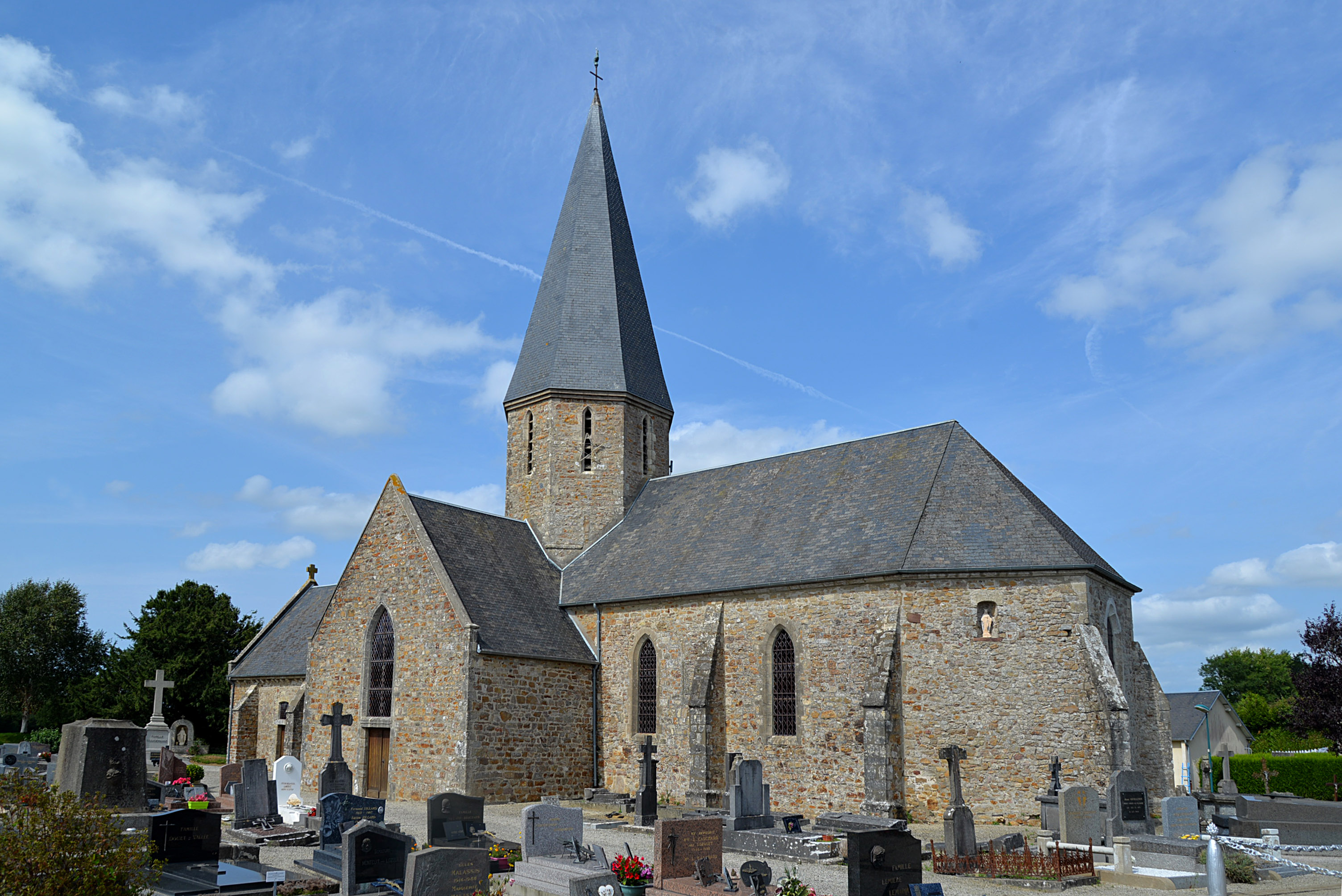
Kirche Notre-Dame

- Ehemalige Kapelle Sainte-Anne
- Kirche Notre-Dame